# Sherif Ismail
Sherif Ismail (Arabisch: شريف إسماعيل) (Caïro, 6 juli 1955 – aldaar, 4 februari 2023) was tussen september 2015 en juni 2018 de premier van Egypte.

## Levensloop
Ismail studeerde in 1978 af als ingenieur mechanica aan de Ain Shams-universiteit. Hij had een managementcarrière in meerdere overheidsbedrijven in de petrochemische en gaswinningsindustrie. In 2013 kreeg hij als onafhankelijk politicus een post als minister van petroleumzaken in het kabinet van Hazem al-Beblawi. Die post zou hij, ook onder premier Ibrahim Mahlab, behouden tot 12 september 2015. Die dag werd hij door president Abdul Fatah al-Sisi gevraagd een nieuw kabinet te vormen. Hij was premier van Egypte tot 7 juni 2018.
Ismail overleed op 67-jarige leeftijd.